# Aslaug Blytt
Aslaug Blytt, född 1899 i Bergen, död 1966, var en norsk konsthistoriker.
Blytt var 1947–1949 lektor vid Nasjonalgalleriet i Oslo och 1950–1964 direktör för Bergen Billedgalleri och Rasmus Meyers Samlinger. Hon gav 1939 ut boken Lars Hertervig och var 1948 initiativtagare till Landslaget Kunst i Skolen.